# Santa Terezinha de Itaipu
Pour les articles homonymes, voir Itaipu (homonymie).
Santa Terezinha de Itaipu est une municipalité brésilienne située dans l'État du Paraná, à proximité de la ville de Foz do Iguaçu.